# Boom, Boom, Boom, Boom!!
"Boom, Boom, Boom, Boom!!" là một bài hát của nhóm nhạc Eurodance Hà Lan Vengaboys nằm trong album phòng thu thứ hai của họ, The Party Album (1999). Nó được phát hành như là đĩa đơn thứ tư trích từ album vào tháng 10 năm 1998 ở một số quốc gia châu Âu, và trên toàn cầu vào ngày 14 tháng 6 năm 1999 bởi Breakin' Records và Violent Music. Bài hát được viết lời bởi Dennis van Den Driesschen, Benny Andersson, Wessel van Diepen và Björn Ulvaeus, trong đó phần đầu tiên của nó sử dụng phần lời từ bài hát "Lay All Your Love on Me" của ABBA, được viết bởi Andersson và Ulvaeus.
Sau khi phát hành, "Boom, Boom, Boom, Boom!!" đa phần nhận được những phản ứng tích cực từ các nhà phê bình âm nhạc, trong đó họ đánh giá cao sự bắt tai và giai điệu thân thiện với những câu lạc bộ của nó. Bài hát cũng gặt hái những thành công vượt trội về mặt thương mại, đứng đầu các bảng xếp hạng ở Bỉ (Flanders), Hà Lan, New Zealand, Na Uy, Thụy Điển và Vương quốc Anh, nơi nó trở thành đĩa đơn quán quân đầu tiên của Vengaboys tại đây. Ngoài ra, "Boom, Boom, Boom, Boom!!" cũng vươn đến top 10 ở hầu hết những quốc gia nó xuất hiện, bao gồm lọt vào top 5 ở Úc, Đan Mạch, Pháp và Ý, và trở thành đĩa đơn thứ hai của nhóm lọt vào bảng xếp hạng Billboard Hot 100, nơi bài hát đạt vị trí thứ 84.
Một video ca nhạc cho "Boom, Boom, Boom, Boom!!" đã được phát hành, trong đó hầu hết bao gồm những cảnh Vengaboys trình diễn ở một câu lạc bộ. Đây được xem là bài hát trứ danh trong sự nghiệp của nhóm, và xuất hiện trong nhiều quảng cáo truyền hình cũng như được sử dụng làm nhạc mẫu bởi một số nghệ sĩ. Nó cũng xuất hiện trong nhiều album tổng hợp và phối lại của họ, bao gồm The Remix Album (2000), Greatest Hits (2009) và Xmas Party Album (2014). Tại Việt Nam, bài hát cũng rất phổ biến, và vẫn thường xuyên được phát ở những công viên và trung tâm dạy Aerobic.

## Danh sách bài hát
Đĩa CD tại châu Âu
1. "Boom, Boom, Boom, Boom!!" (Airplay) – 3:23
2. "Boom, Boom, Boom, Boom!!" (Brooklyn Bounce Boombastic Remix) – 6:55

Đĩa CD tại châu Âu
1. "Boom, Boom, Boom, Boom!!" (Airplay) – 3:23
2. "Boom, Boom, Boom, Boom!!" (Brooklyn Bounce Boombastic RMX) – 6:55
3. "Boom, Boom, Boom, Boom!!" (Mark van Dale with Enrico RMX) – 6:32
4. "Boom, Boom, Boom, Boom!!" (bản XXL) – 5:22
5. "Boom, Boom, Boom, Boom!!" (Equator RMX) – 6:18
6. "Boom, Boom, Boom, Boom!!" (Pronti & Kalmani RMX) – 6:48
7. "Boom, Boom, Boom, Boom!!" (Beat Me Up Scotty RMX) – 7:37

## Xếp hạng
| Bảng xếp hạng (1998-99)             | Vị trí cao nhất |
| ----------------------------------- | --------------- |
| Úc (ARIA)                           | 2               |
| Áo (Ö3 Austria Top 40)              | 8               |
| Bỉ (Ultratop 50 Flanders)           | 1               |
| Bỉ (Ultratop 50 Wallonia)           | 25              |
| Canada Dance/Urban (RPM)            | 1               |
| Đan Mạch (Tracklisten)              | 4               |
| Châu Âu (Eurochart Hot 100 Singles) | 3               |
| Pháp (SNEP)                         | 4               |
| Đức (Official German Charts)        | 6               |
| Ireland (IRMA)                      | 7               |
| Ý (FIMI)                            | 2               |
| Hà Lan (Dutch Top 40)               | 1               |
| Hà Lan (Single Top 100)             | 1               |
| New Zealand (Recorded Music NZ)     | 1               |
| Na Uy (VG-lista)                    | 1               |
| Tây Ban Nha (PROMUSICAE)            | 11              |
| Scotland (OCC)                      | 1               |
| Thụy Điển (Sverigetopplistan)       | 1               |
| Thụy Sĩ (Schweizer Hitparade)       | 13              |
| Anh Quốc (OCC)                      | 1               |
| Hoa Kỳ Billboard Hot 100            | 84              |
| Hoa Kỳ Dance Club Songs (Billboard) | 13              |
| Hoa Kỳ Rhythmic (Billboard)         | 37              |

| Bảng xếp hạng (1998)                 | Vị trí |
| ------------------------------------ | ------ |
| Belgium (Ultratop Flanders)          | 7      |
| Netherlands (Dutch Top 40)           | 31     |
| Netherlands (Single Top 100)         | 6      |
| Bảng xếp hạng (1999)                 | Vị trí |
| Australia (ARIA)                     | 24     |
| Austria (Ö3 Austria Top 40)          | 35     |
| Belgium (Ultratop Wallonia)          | 78     |
| Canada Dance/Urban (RPM)             | 12     |
| Denmark (Tracklisten)                | 33     |
| Europe (European Hot 100 Singles)    | 13     |
| France (SNEP)                        | 16     |
| Germany (Official German Charts)     | 33     |
| Italy (Hit Parade)                   | 27     |
| Netherlands (Dutch Top 40)           | 35     |
| Netherlands (Single Top 100)         | 17     |
| New Zealand (Recorded Music NZ)      | 16     |
| Norway Christmas Period (VG-lista)   | 3      |
| Norway Spring Period (VG-lista)      | 2      |
| Sweden (Sverigetopplistan)           | 4      |
| UK Singles (Official Charts Company) | 15     |

| Bảng xếp hạng (1990–99)              | Vị trí |
| ------------------------------------ | ------ |
| Netherlands (Dutch Top 40)           | 12     |
| UK Singles (Official Charts Company) | 88     |

## Chứng nhận
| Quốc gia                                                                           | Chứng nhận  | Số đơn vị/doanh số chứng nhận |
| ---------------------------------------------------------------------------------- | ----------- | ----------------------------- |
| Úc (ARIA)                                                                          | Bạch kim    | 70.000^                       |
| Bỉ (BEA)                                                                           | Bạch kim    | 50.000*                       |
| Pháp (SNEP)                                                                        | Vàng        | 250.000*                      |
| Đức (BVMI)                                                                         | Vàng        | 250.000^                      |
| Hà Lan (NVPI)                                                                      | Bạch kim    | 75.000^                       |
| New Zealand (RMNZ)                                                                 | Bạch kim    | 10.000*                       |
| Thụy Điển (GLF)                                                                    | 2× Bạch kim | 60.000^                       |
| Anh Quốc (BPI)                                                                     | Bạch kim    | 600.000^                      |
| * Chứng nhận dựa theo doanh số tiêu thụ. ^ Chứng nhận dựa theo doanh số nhập hàng. |             |                               |